# Hiện tượng

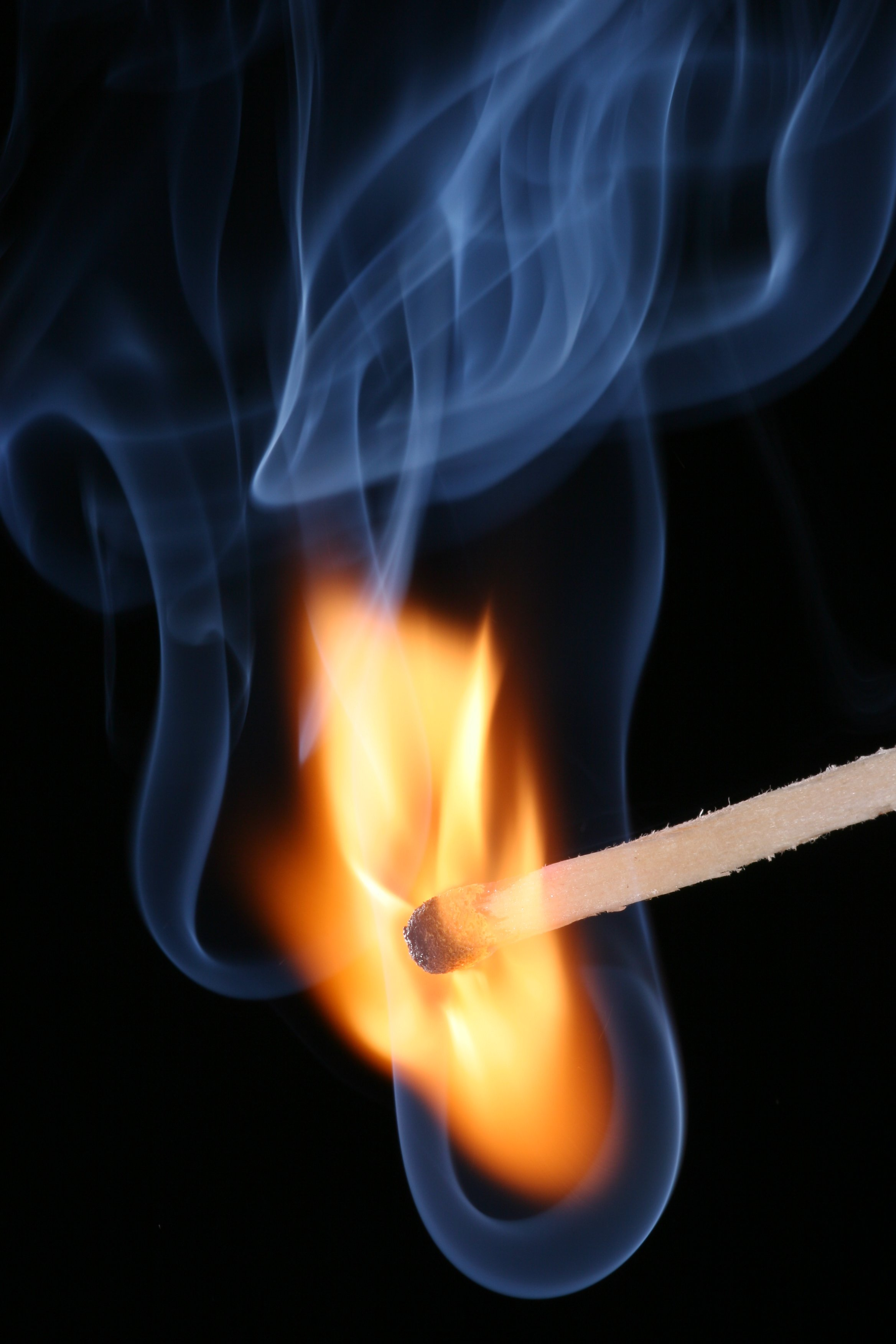
Que diêm bị đốt cháy, đây là một sự việc hay một sự kiện ta có thể thấy được, nên đây là hiện tượng.

Hiện tượng là sự kiện xảy ra mà con người có thể quan sát, nhận biết được. Thuật ngữ hiện tượng thường nói đến một sự kiện hay sự việc gì đó bất thường và đặc biệt đối với người quan sát hoặc có thể là một sự kiện hay sự việc bình thường, thường dùng cho giới khoa học sử dụng. Ví dụ như trong vật lý, hiện tượng là nét đặc trưng của vật chất, năng lượng, hay không-thời gian, như Isaac Newton đã từng quan sát quỹ đạo của Mặt Trăng phát hiện ra lực hấp dẫn còn Galileo Galilei thì quan sát các chuyển động của một quả lắc, đây là nét đặc trưng của lực hấp dẫn.

## Trong ngọc học

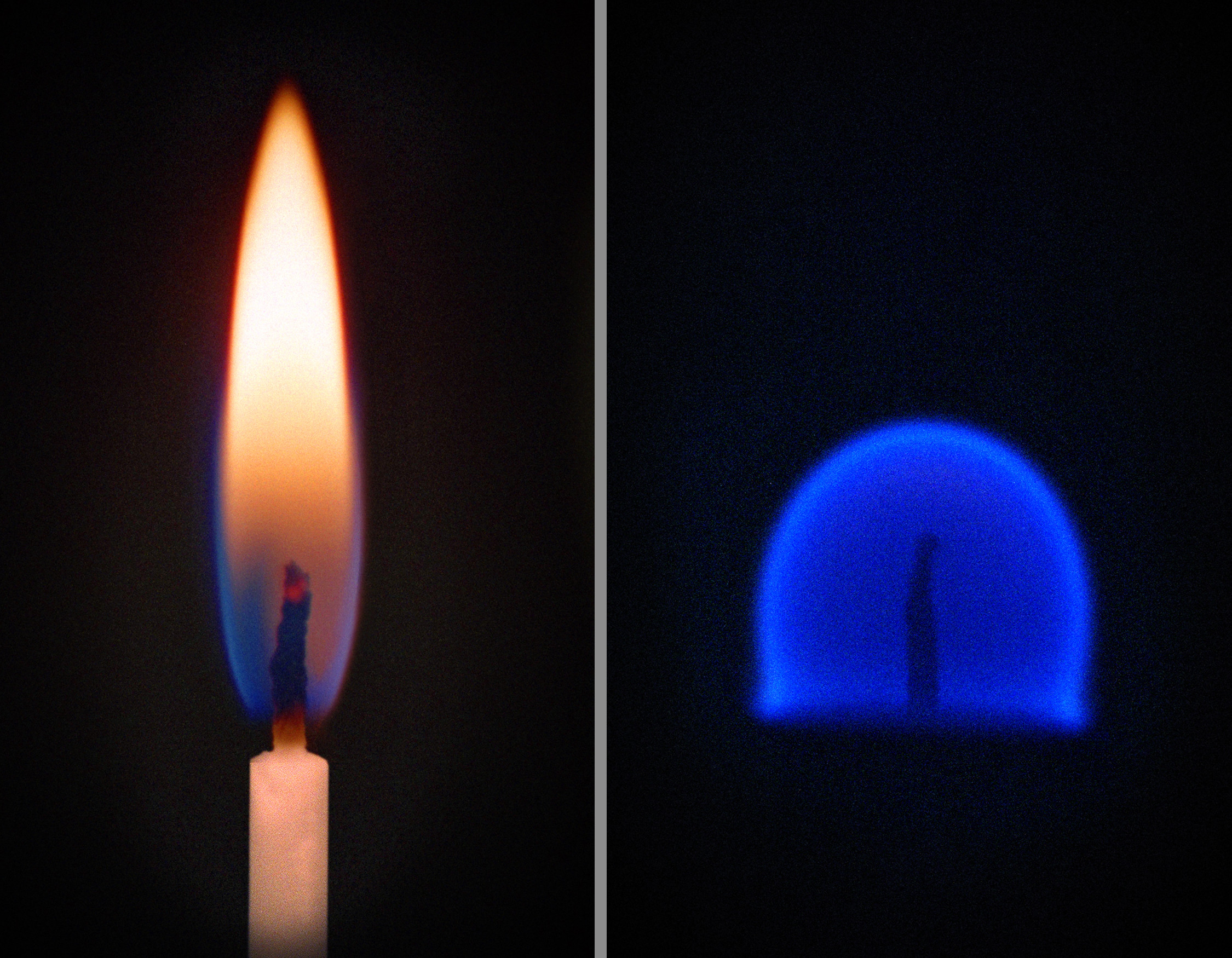
Đây là một so sánh giữa một ngọn nến đang cháy trên Trái Đất (bên trái), và một cái trong môi trường vi trọng lực trên ISS (bên phải). Hiện tượng cũng có thể cũng là một sự việc hay sự kiện nào đấy nhưng diễn tiến trong mỗi cách khác nhau.

Trong giới ngọc học, hiện tượng là một hiệu ứng quang học bất thường xuất hiện trên một loại đá quý. Các hiệu ứng như loé màu (labradorescence), ngũ sắc (iridescence, ánh trăng (adularescence), mắt mèo ̣̣̣(chatoyancy, mảng sao (asterism), aventurescence, ánh đèn (lustre), và thay đổi màu sắc ̣(color change) là tất cả những hiện tượng loại này.

## Trong triết học
Trong triết học, việc sử dụng từ hiện tượng là để nói đến một sự kiện có thể nhận biết được. Có thể nhận biết qua giác quan hoặc trong tâm trí.
Thuật ngữ này bắt đầu được sử dụng trong triết học bởi triết gia người Đức Immanuel Kant, người đã bác bỏ vật tự thể (cho từ mà ông đã sử dụng "vật tự nó" - Ding an sich hoặc "vật tự vật" - thing-in-itself) hoặc Tuyệt đối. Kant bị ảnh hưởng bởi triết gia "tiền bối" Absolute về phần này trong triết lý của ông. Hiện tượng và vật tự thể tương quan với nhau, ta không thể trực tiếp dùng mắt mà thấy.
Ngày nay, từ "hiện tượng" được dùng rất thường xuyên, nhưng cũng sẽ không dùng mãi mãi, chúng ta có thể hiểu là "xuất hiện"